# Bågknölspindel
Bågknölspindel (Oreoneta sinuosa) är en spindelart som först beskrevs av Albert Tullgren 1955.  Bågknölspindel ingår i släktet Oreoneta och familjen täckvävarspindlar. Arten är reproducerande i Sverige. Inga underarter finns listade.